# ウェストサイド中学校銃乱射事件
ウェストサイド中学校銃乱射事件（Westside Middle School shooting）とは、1998年3月24日、アーカンソー州クレイグヘッド郡非法人化地域のジョーンズボロ市近郊にあるウェストサイド中学校で発生した銃乱射事件である。13歳のミッチェル・ジョンソンと11歳のアンドリュー・ゴールデンが校舎に向けて発砲し、複数の銃で5人を射殺し、現場から逃走を図った際に2人とも逮捕された。他に10人が負傷した。他に10人が負傷した。ゴールデンとジョンソンは5件の殺人と10件の暴行で有罪となり、それぞれ21歳になるまで投獄された。
1992年にカリフォルニア州オリーブハーストで4人が死亡したリンドハースト高校銃乱射事件以来、この銃乱射事件は1999年4月のコロンバイン高校銃乱射事件まで、現代アメリカ史上最悪の大学以外の学校での銃乱射事件となった。2025年現在、この事件はアメリカ史上最悪の中学校銃乱射事件となっている。

## 狙撃
銃撃事件の前夜、ゴールデンはジョンソンが母親のダッジキャラバンにキャンプ用品、スナック食品、9つの武器（レミントン742 .30-06ライフル、ユニバーサル.30 M1カービンのレプリカ、ルガー.44マグナムライフル、スミス＆ウェッソン.38スペシャルリボルバー、ダブルデュースバディ.22口径2ショットデリンジャー、FIE .380ピストル、スター.380ピストル、ルガーセキュリティシックス.357リボルバー、デイビスインダストリーズ.38ツーショットデリンジャー、チャーターアームズ.38スペシャルリボルバー）、および2,000発の弾薬を積み込むのを手伝った。これらはすべてゴールデンの祖父の家から盗まれたものだった。
翌朝、少年たちはバンに乗ってウェストサイド中学校に向かったが、乗り遅れたバスよりもわざと遅れて到着した。
ゴールデンは5時間目が始まった午後12時30分過ぎに火災警報を鳴らし、ジョンソンは、学校の外の森に武器を取りに走っていった。ゴールデンもジョンソンが武器を取ってきた森から戻ってきた。子供たちと教師たちが列をなして学校から出てきた時、2人の少年は発砲し、当局は発砲が 午後12時41分に始まったと述べた。 pm.事件中、負傷した生徒の友人たちが友人を避難させようとしたり、教師のシャノン・ライトが負傷した生徒を守るために自分の体を張ったりしたため、「全部でっちあげだ」という叫び声が聞こえたと報告され、当初は多くの人が混乱した。別の教師がクラス名簿で生徒をチェックしていた時、「爆竹のような」音が聞こえたので、これは子供たちを怖がらせ、真面目に訓練に参加させようとしているのだろうが、大して効果ないだろうにと思った。ある生徒は、建設作業員が近くの5年生用の新しい校舎の工事をしていたため、最初は音を無視する人もいたと報告した。
当初、訓練のために避難していた生徒たちは学校の体育館に戻され、そこで生徒たちは外のレンガや壁に弾丸が跳ね返る音を聞いた。火災警報器によって自動的に施錠されていたドアを教師が内側から開け、負傷していない生徒と教師によって何人かの犠牲者が屋内に連れ戻された。学校に避難していた生徒は、一緒にいた教師に、その日は学校に来ないようにと言われたため、銃撃犯はミッチェル・ジョンソンだと思うと話した。
少年たちは生徒4人と教師1人を殺害し、生徒9人と教師1人を負傷させた。殺害された5人は、シャノン・ライト（教師32歳）、ステファニー・ジョンソン（ミッチェル・ジョンソンとは血縁関係なし）、ナタリー・ブルックス（11歳）、ペイジ・アン・ヘリング（12歳）、ブリトニー・ヴァーナー（11歳）である。負傷した10人全員が負傷から回復し、負傷した生徒の中にはゴールデンのいとこ、トリスタン・マクゴーワンもいた。ゴールデンとジョンソンはバンに戻って逃走しようとしたが、後に警察に捕まった。ジョーンズボロ警察署の警部補によると、彼らは発砲が始まってから約10分後に逮捕されたとのことである 少年たちは明らかに逃走を計画していたようで、バンには食料、寝袋、サバイバル用品が入っていた。。

## 余 波
この事件は、パール高校とヒース高校の銃乱射事件に続き、1997年10月以来、アメリカの学校で起きた3件目の大量射殺事件であった。当時のビル・クリントン大統領は、ジャネット・リノ司法長官に、学校内暴力の専門家を集めて最近の事件を分析し、共通点は何だったのか、同様の事件が起こる可能性を減らすためにどのような対策を講じるべきかを判断するよう命じた。

### 記念碑
犠牲者を偲んで、木の幹に白いリボンが結ばれ、他の物も残された。学校は、虐殺の日付が刻まれた記念ベンチを校舎の外に設置した。学校裏の公園には、犠牲者の名前が刻まれた日時計の記念碑が設置されている。公園は、亡くなった5人の犠牲者を偲んで5つの数字を基調とした記念公園として設計され、日時計の他に、5本の木、5つのピクニックテーブル、5つの飛び石が設置されている。

### 裁判
裁判中、ジョンソン被告は頭を下げ、被害者の家族に宛てた謝罪の手紙を読み上げた。被告は、誰かを標的にしていたわけではないと述べた。
裁判を待つ拘留中に、ジョンソンは次のような手紙を書いた。「こんにちは。私の名前はミッチェルです。私の思いと祈りは、殺された人々や銃撃された人々とその家族とともにあります。私はすべてのことに心の中で本当に悲しく思っています。私の思いと祈りは、一緒に学校に通う子供たちとともにあります。いつか人々に本当のミッチェルを知ってもらいたいです。敬具、ミッチェル・ジョンソン」
彼らの年齢のため、彼らは未成年者として裁判にかけられ、5件の殺人罪で有罪となった。有罪判決を受けた後、ジョンソンとゴールデンは州兵のヘリコプターでアーカンソー州アレクサンダーに移送され、アーカンソー州人道サービス局青少年サービス課の少年施設であり、州で最も警備が厳重な少年施設であるアーカンソー州少年評価治療センター（AJATC）に収容された。

### 投獄
この2人の若者は、米国で殺人罪で起訴された者の中では最年少だった。ジョーンズボロの検察官は後に、彼らの年齢が問題でなければ死刑判決を求めていただろうと述べた。当時、トンプソン対オクラホマ州裁判により、死刑の最低年齢は16歳だった。18歳未満の被告に対する死刑判決はすべて、2005年のローパー対シモンズ裁判で無効とされた。
1998年8月、2人の少年は21歳になるまでの禁錮刑を言い渡された。これはアーカンソー州法で14歳未満の未成年者に科せられる最高刑である。連邦当局が武器所持容疑で追加の禁錮刑を加えなければ、2人は18歳までの服役で済んでいたはずだった。
ラルフ・ウィルソン判事は「刑罰は罪に見合ったものではない」とコメントした。この事件は、少年犯罪者に関するより厳しい量刑を求める世論の大きな反発を招いた。ジョンソンは7年間の服役を終え、2005年8月11日の21歳の誕生日にメンフィス連邦刑務所から釈放された。ゴールデンは9年間の服役を終え、2007年5月25日の21歳の誕生日にメンフィス連邦刑務所から釈放された。

### 訴訟
2017年、被害者の家族はジョンソンとゴールデンに対して損害賠償を求め、銃撃事件から2人が利益を得るのを阻止するために訴訟を起こし、1億5000万ドルの賠償金を獲得した。